# 조세은
조세은은 대한민국 바이올린연주가이자 탤런트이다.

## 학력 및 경력
- 2013 외교통상부 kㅡ친구 프로젝트 홍보 대사
- 한경 학생 음악 경연대회 특상
- Dutch Wuppertal Orchestra 협연
- Dutch Wuppertal 순회 연주
- Kookmin  Philharmonic Orch. 협연, 악장 역임
- 이화여대 대학원 음악학부 VIOLIN 석사 과정 졸업
- 전자 현악 그룹 ‘벨라트릭스’에서 리더 “신비”(전자바이올린)로 활동

## 출연 및 활동

### 드라마
- 2008년 MBC수목드라마 “베토벤바이러스” 김주연역으로 출연
- 2011년 KBS 드라마 드림하이 시즌 1 ㅡ고혜미 역

### TV & RADIO
- 2006년 SBS TV 김윤아의 뮤직웨이브 VIOLIN 연주
- 2007년 MBC  대한민국 가요대제전 (With SG워너비)
- 2007년 SBS 글로벌 모바일콘텐츠 어워드-서울 디지털포럼 (W호텔)
- 2008년 MBC 생방송 화제집중 (베토벤 바이러스)
- 2008년 SBS 희망TV 24시 (서울 청계광장)
- 2008년 SBS  스페이스코리아 대한민국 우주에 서다! (서울 시청광장)
- 2008년 OBS 경인TV 신년음악회 (인천 삼산월드체육관)
- 2008년 KBS2R 이영자 장동혁의 싱싱한 12시 (강릉대학교)
- 2008년 MBC 2011 여수세계박람회 유치“드림페스티발” (여수 진만경기장)
- 2008년 C&M TV 제21회 남양주시 다산문화제 (남양주 한강둔치)
- 2010년 KBS 사랑의 리퀘스트 출연
- 2010년 Q TV 여자만세 “드럼캣 Concert”
- 2011년 SBS 스타킹 전자바이올리니스트 출연.(with 드럼캣)
- 2012년 MBN 개그공화국 전자바이올린 연주 (with 퓨전국악팀 황진이)
- 2012년  드럼캣 콘서트 "The Festival" 공연.
- 2012년 MBC 나는 가수다 전자바이올린 연주( with 더원)

### CF, MC, 뮤직비디오
- 2006년 CF. 서울시 문화홍보 VIOLIN 연주 촬영.
- 2007년 케이블 TV One To One 리포터
- 2009년 빅마마 이영현 뮤직비디오 주인공으로 출연.
- 2008년 TBS TV “뮤직갤러리 디자인 서울” MC
- 잡지 ELLE,  KIKI, 여성동아 뷰티 모델. 웨딩, 한복 카달로그 모델활동.

### Concert
- 2006년 윤도현밴드와 함께 하는 '오늘은 뭐하니?‘ (잠실 올림픽홀)
- 2006년 성남시민과 함께하는 제야음악회(성남아트센터)
- 2006년 안산시 제야음악회(안산 화랑유원지)
- 2007년 최성수 라이브콘서트 "Romance“ (서울 하얏트호텔)
- 2007년 고양시민과 함께 하는 송년열린음악회 (일산 킨텍스)
- 개성공업지구 평화변전소 준공식 (북한 개성공단)
- 세계의 소리 & 한국의 소리 (일본 후쿠오카 엘가라홀))
- 서울시청 일상의 여유 (서울 시청광장)
- 서울특별시 사랑시민상 시상식 (세종문화회관 세종홀)
- Bellatrix Live Concert "2007 Live in Incheon“ (인천종합문예회관)
- 맨체스터 유나이티드 코리아투어 2007 (서울 신라호텔)
- Happy Suwon 송년음악회(경기 문화의전당)
- 청소년을 위한 클래식 음악회 (인천종합문화예술회관 대공연장)
- 고려대학교 축제 (입실렌티)
- 제1회 머니투데이 직장인밴드 樂페스티벌 (서울 압구정클럽)
- 2007년 국립극장 토요문화광장
- 2008년 뮤지컬 시카고 핫파티 (클럽 서클)
- 제13회 부산바다축제-자연사랑 푸른음악회 (부산 해운대해수욕장)
- 인천종합문화예술회관 금요예술무대
- 07,'08 F/W Seoul Collection (서울 무역센타)
- 가을, 음악이 흐르는 박물관의 밤 (서울 역사박물관)
- 2008년 여수거북선대축제 (여수 해양공원)
- 극동방송개국기념 "바다사랑 콘서트“ (부산 광안리해수욕장)
- 2010년 드럼캣 Free Your Soul Concert에서 VIOLIN 연주
- 2012년 가수 더원 콘서트 바이올린 세션 참여
- 2013년 서울종합예술학교 입학식 축하공연